# Jongens
Jongens (traducido y también conocido como Muchachos) es el nombre de una película neerlandesa estrenada en 2014, dirigida por Mischa Kamp y protagonizada por Gijs Blom, Ko Zandvliet y Stijn Taverne. El guion fue de Chris Westendorp y Jaap-Peter Enderle.

## Argumento
Sieger es un chico de quince años de edad, que vive con su padre viudo, Theo, y su hermano, Eddy, quien no tiene una buena relación con su padre. Junto a su mejor amigo Stef, Sieger forma parte de un grupo atlético y gana un torneo de carrera para así pasar a una nueva instancia. Sieger y Stef junto a Tom y Marc, son elegidos para representar el equipo en una carrera nacional del campeonato y se ven obligados a continuar con sus entrenamientos. 
Un día, el grupo de atletismo deciden nadar en un río cercano. Sieger y Marc quedan solos y ambos se besan. Sieger queda confundido y sorprendido y le dice a Marc que no es gay. Marc responde "Por supuesto que no" y se marchan. Luego de este incidente, los muchachos siguen siendo amigos cercanos. Luego, Sieger descubre que su hermano Eddy tiene una moto y practica junto a unos amigos cerca del río que frecuentaba. Stef se reúne con Sieger en aquel lugar y comienza a salir con una chica llamada Kim. Más tarde, Sieger conoce a la madre de Marc y logra demostrar encanto hacia su hermana menor.
Después, Stef y Kim se besan en un bar donde los acompañaba Sieger y Jessica. Sieger se da cuenta de que Jessica siente algo por él y se besan. Además, intenta suprimir sus sentimientos hacia Marc. 
En un fin de semana, el equipo de atletismo se va a un viaje de entrenamiento. En la primera noche, Sieger se escapa y Marc lo sigue hasta la playa. Ambos se besan nuevamente y amanecen abrazados. Cuando vuelven a casa, Sieger, Jessica, Stef, y Kim asisten a un parque de diversiones. Marc los ve y se acerca a ellos, pero se da cuenta de que entre Jessica y Sieger existe un romance. Sieger intenta ignorar a Marc y se va para otro juego de atracción. Después de aquel suceso, Marc siente desanimo, confusión y una profunda tristeza, lo que llevaría a producirle celos.
Unos días después, Marc queda con Sieger en ir a nadar por la noche. Las cosas se complican en la familia de Sieger, ya que su padre descubre que Eddy perdió su trabajo y tiene una motocicleta que se dedica a montar todas las tardes, por lo que discuten. En lugar de ir al río, Sieger intenta convencer a su hermano para que pueda regresar a casa. Eddy no presta atención a sus peticiones, pero le ofrece un paseo en auto. En el camino, se encuentran con Marc y casi lo atropellan, Sieger se baja del auto y le dice a Marc que cambió de planes. Marc le pregunta por qué no se presentó en su cita y Sieger lo empuja y se va nuevamente a pasear con su hermano y sus amigos. Después de aquel incidente, Sieger llega a su casa sin humor y triste. 
En el día de la carrera, Sieger se dirige a ofrecer una disculpa Marc y este no acepta. Finalmente, el grupo atlético de Sieger gana la carrera, pero Sieger se entristece al ver que Marc ya no le da importancia a él y lo ignora. Para celebrar el triunfo, Theo compra comida china para almorzar e invita a Stef. Eddy nuevamente recibe su motocicleta, ya que anteriormente Theo se la había quitado. Stef le comenta a Sieger que sabía que algo estaba pasando entre él y Marc, que era la razón por lo que no se hablan.
Theo se da cuenta de que Sieger actúa de manera extraña y le pregunta si se siente bien. Sieger responde "no", y decide marcharse en la motocicleta a buscar a Marc. La escena final muestra Sieger conduciendo la moto de Eddy con Marc, abrazándolo.

## Reparto
- Gijs Blom como Sieger.
- Ko Zandvliet como Marc.
- Jonas Smulders como Eddy.
- Ton Kas como Theo.
- Stijn Taverne como Stef.
- Myron Wouts como Tom.
- Ferdi Stofmeel como el entrenador.
- Lotte Razoux Schultz como Jessica.
- Rachelle Verdel como Kim.
- Julia Akkermans como la novia de Eddy.
- Jeffrey Hamilton como Niclas.
- Rifka Lodeizen como la madre de Marc.
- Micha Hulshof como la vendedora en el bar.
- Caroline Olde Rikkert como la vendedora en la perfumería.
- Roosmarijn van der Hoek como Neeltje.

## Banda sonora
- «I Apologize (Dear Simon)» de Moss (Intro & Closing Song)
- «Love Like This» de Kodaline
- «Just a Boy» de Angus & Julia Stone
- «Princes» de Oscar & The Wolf
- «Midnight City» de M83
- «Na de kus» de Rutger Reinders

## Reconocimiento
La película ganó cuatro premios en el Zlín-Jugendfilmfestival de 2014 en la República Checa.
- Premio del jurado internacional de la juventud a la mejor película juvenil
- Premio del jurado ecuménico internacional
- Premio del público "Manzana de Oro" a la mejor película
- Premio Miloš Macourek al mejor actor en una película juvenil, otorgado a Gijs Blom.